# Badra
Badra ist ein Ortsteil der Gemeinde Kyffhäuserland im thüringischen Kyffhäuserkreis.

## Geografie
Badra liegt etwa fünf Kilometer westlich des Kyffhäusers, nördlich des östlichen Teils der Windleite und östlich des nordwestlichen Teils des gleichen Höhenzugs, welche durch die Straße zwischen Sondershausen und Badra, d. h. dem Schersental in zwei Teile geteilt wird. Das bedeutet, dass der Kyffhäuser sich im Osten, die Windleite sich im Süden und Westen von Badra befindet. Im Norden erheben sich die Karstberge der Badraer Schweiz, unter der sich die Numburghöhle befindet. Diese Anhöhe bildet die Wasserscheide zwischen dem Badraer Bach und der Helme. Höchste Erhebung der Badraer Schweiz ist der Stöckey. Badra selbst befindet sich im Einzugsgebiet des Badraer Bachs, der mitten durchs Dorf fließt; das zu Badra gehörende Gut Schersen im Südwesten dagegen im Einzugsgebiet des Schersentales, das zum Wipper-Einzugsgebiet gehört. Helme, Badraer Bach und Wipper sind Teil des Unstrut-Einzugsgebiets. In Norden befindet sich das ehemalige Vorwerk Numburg, welches zum Teil vom Helmestausee Kelbra überflutet ist. Der nördliche Teil der Badraer Gemarkung mit einem Teil der Fläche des Stausees Kelbra ragt somit in das Helme-Einzugsgebiet hinein. Auch der Bootshafen und der Campingplatz des Stausees gehören zur Gemarkung Badra. Dort befindet sich auch die Landesgrenze zu Sachsen-Anhalt.

### Umliegende Ortschaften
Das oben genannte ehemalige Vorwerk Numburg befindet sich im Norden Badras. Hier stehen noch zwei Häuser und eine Scheune, die nicht vom Stausee überflutet worden sind und vom Naturschutz genutzt werden. Weiter nördlich erstreckt sich die Fläche des Stausees Kelbra, dahinter befindet sich die Ortschaft Berga (Kyffhäuser) als nächste Gemeinde im Norden Badras. Dort befindet sich auch der nächste Bahnhof. Nordöstlich liegt die Stadt Kelbra (Kyffhäuser), im Osten Steinthaleben, im Südosten Bendeleben, im Süden erstreckt sich der Bendeleber Forst, der einen großen Teil der östlichen Windleite ausmacht und zum Gemeindegebiet Bendelebens zählt. Die nächste Ortschaft südlich Badras ist Hachelbich, obwohl keine gemeinsame Gemeindegrenze zu ihr vorhanden ist. im Südwesten Badras befindet sich die Kreisstadt Sondershausen etwa sieben Kilometer entfernt von Badra. Im Westen erstreckt sich der westliche Teil des Gebirgszugs der Windleite, dort liegt das zu Badra gehörende Gut Schersen. Im Nordwesten befinden sich die Ortschaften von Auleben, Hamma und Görsbach.

### Verkehrsverbindungen
Badra liegt an der Landstraße L1040 / L234, die die Städte Sondershausen im Südwesten mit Kelbra im Nordosten verbindet. Badra liegt etwa auf halbem Weg zwischen beiden. Nach Steinthaleben und Auleben existieren Fahrwege, die ganzjährig mit dem Auto befahrbar sind. Die Straße nach Steinthaleben ist Ende der 1990er Jahre erstmals asphaltiert worden, die Straße nach Auleben nicht, ist aber befahrbar und wird auch regelmäßig genutzt. Nördlich der Ortschaften Görsbachs, Bergas und Rosslas befindet sich die Bundesautobahn 38 Leipzig-Göttingen.
Die nächsten Bahnhöfe befinden sich in Sondershausen West und Berga-Kelbra. Im Öffentlichen Busverkehr ist Badra regelmäßig mit der Kreisstadt Sondershausen verbunden, mit Kelbra nur zweimal am Tag über die Linie 461 der Regionalbus GmbH.

### Naturschutzgebiete
Der Ort ist vom Naturpark Kyffhäuser (305 km²) umgeben, welcher wiederum einen Teil des Geoparks Kyffhäuser (833 km²) bildet.
Rings um Badra befinden sich die folgenden FFH (Flora-Fauna-Habitat)-2000 Gebiete, alle im Inneren der oben genannten Parks: Im Norden und Nordosten des Ortes erstreckt sich das große Flora-Fauna-Habitat-(FFH-2000)-Gebiet Kyffhäuser – Badraer Schweiz – Solwiesen (4632-302) mit 3382 ha, das sich weitgehend überlappende FFH-Gebiet Kyffhäuser – Badraer Schweiz – Helmestausee (4531-403) mit 3781 ha, und seinem dazugehörigen FFH-Gebiet Helmestausee Berga-Kelbra (4531-401) mit 784 ha. Innerhalb dieser beiden großen sich weitgehend überlappenden FFH-Gebiete sind mehrere ältere Naturschutzgebiete vor allem die Gipskarstberge der Badraer Lehde und Badraer Schweiz (seit 1928) zusammengefasst und erweitert worden. Hier zu erwähnen sind das Naturschutzgebiet Schlossberg-Solwiesen mit der Nummer 165 423, einer Fläche von 5,415 km², zu dem auch die Badraer Schweiz gehört, und sich auf den nördlichen Teil der Gemarkung Badra und den östlichen Teil der Gemarkung Auleben erstreckt. Das Gebiet schließt die Badraer Schweiz, westliche Teile des Kelbraer Stausees, die Salzwiesen mit seltenen Halophyten unterhalb (nördlich) und die Karsthöhen oberhalb (südlich) der Taternlinde mit den Hünengräbern ein. Weite Teile dieses Gebietes wurden bereits seit 1828 als Naturschutzgebiet deklariert. Dazu kommt auch das östlich von Badra gelegene NSG Badraer Lehde-Großer Eller mit 0,819 km² und der Nummer 162 322. Zu den oben genannten FFH-Gebieten sind weitere ältere Naturschutzgebiete im Kyffhäuserwald dazugekommen. Im Süden des Ortes über die östliche Windleite erstreckt sich das neue FFH-Gebiet Dickkopf – Bendeleber Forst – NSG Gatterberge (4631-301) mit 1226 ha, welches vor allem als Vogelschutzgebiet ausgewiesen ist. Ein großer Teil dieses Gebiets, vor allem die Wälder im Süden Badras sind derzeit von Truppenübungsplatz Sondershausen eingenommen worden, einschließlich des Feuchtgebietes um den Segelteich herum.
Der gesamte Stausee Kelbra mit den Feuchtwiesen und Hochwasserbecken westlich des Stausees, einschließlich der Salzwiesen um den Solequellen herum ist seit 1978 als internationales Ramsar Schutzgebiet Nummer 176 ausgewiesen worden. und überlappt sich mit den oben ausgewiesenen FFH-Gebieten, wo diese mit dem entsprechenden Feuchtgebiet übereinstimmen.

## Geschichte
Die Besiedlung der Region ist bis in die Jungsteinzeit belegt. Insbesondere Artefakte der linienbandkeramischen Kultur sind hier vertreten. Zu den bedeutenden Fundstellen um Badra gehören die 1935 entdeckte bandkeramische Siedlung unterhalb des Finkenbergs, die ebenfalls bandkeramische Siedlung am Ochsenberg, an welcher der Heimatforscher Arthur Lauterbach 1936 Scherben sicherte, der 1939 entdeckte Fund im Gehöft von Hermann Schneider, sowie Lesefunde östlich und westlich des alten Friedhofs.
Badra wurde als sächsisches Pfalzgut Heinrichs des Löwen im Mai 1197 erstmals urkundlich erwähnt. Mit dieser Urkunde verkauft Albrecht von Salza zwei Hufe Land für 19 Mark Silber an das Kloster Walkenried. 
Später gehört Badra dem Landgrafen von Thüringen, welcher den Grafen von Beichlingen-Rothenburg damit belehnt. 1341 verkauft Graf Friedrich von Beichlingen sein Besitz an den Grafen von Hohnstein, der gleichzeitig Herr über Sondershausen ist. Der Ort war seit 1356 im Besitz des Hauses Schwarzburg. Bis 1918 gehörte der Ort zur Unterherrschaft des Fürstentums Schwarzburg-Sondershausen.
Die erste Kirche in Badra wurde 1320 erbaut und 1590 erweitert. 
Die heutige Kirche St. Spiritus wurde im Jahr 1721 erbaut. 

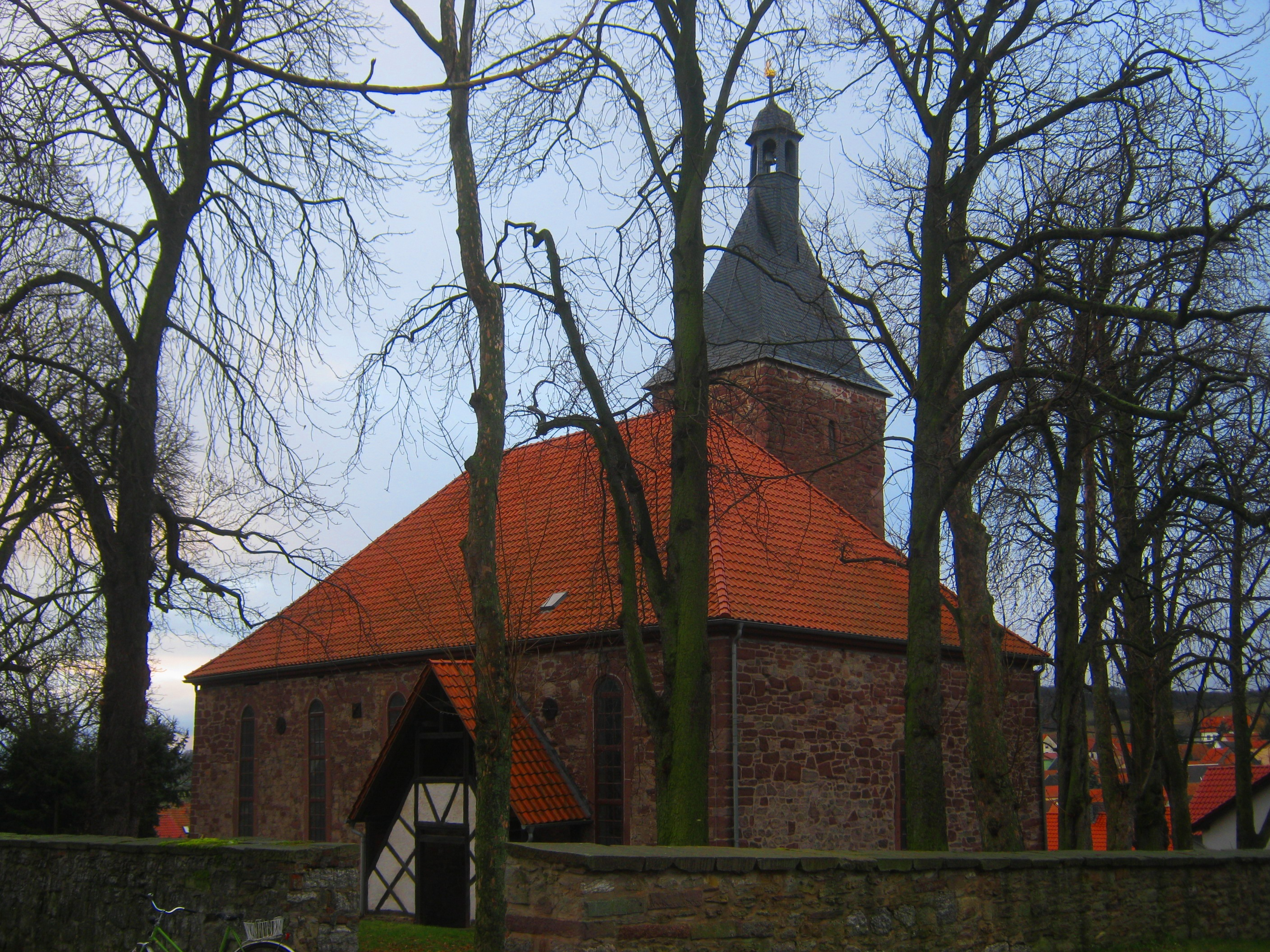
Kirche Sankt Spiritus (Heilig Geist) zu Badra

Eines der ältesten Gebäude ist der vor 1700 erbaute Klosterhof.
1764 vernichtet ein Großbrand 67 Häuser.
1826 und 1906 wird das Dorf nach schweren Gewittern überflutet.
Das seit 1928 bestehende Naturschutzgebiet „Badraer Schweiz“ zeigt eine schützenswerte Steppenflora.
Der Ort wurde um den 11. April 1945 von US-Truppen besetzt und Anfang Juli, wie ganz Thüringen, an die Rote Armee übergeben.
1994 schließt sich Badra der Verwaltungsgemeinschaft "Kyffhäuser" an, welche am 31. Dezember 2012 zur Gemeinde Kyffhäuserland wird.

### Einwohnerentwicklung
Entwicklung der Einwohnerzahl der Gemeinde Badra (31. Dezember):
| - 1994: 632 - 1995: 632 - 1996: 620 - 1997: 623 - 1998: 627 - 1999: 623 | - 2000: 640 - 2001: 635 - 2002: 627 - 2003: 626 - 2004: 614 - 2005: 613 | - 2006: 618 - 2007: 610 - 2008: 606 - 2009: 592 - 2010: 576 - 2011: 560 |

Datenquelle: Thüringer Landesamt für Statistik

## Kultur und Sehenswürdigkeiten

### Bauwerke

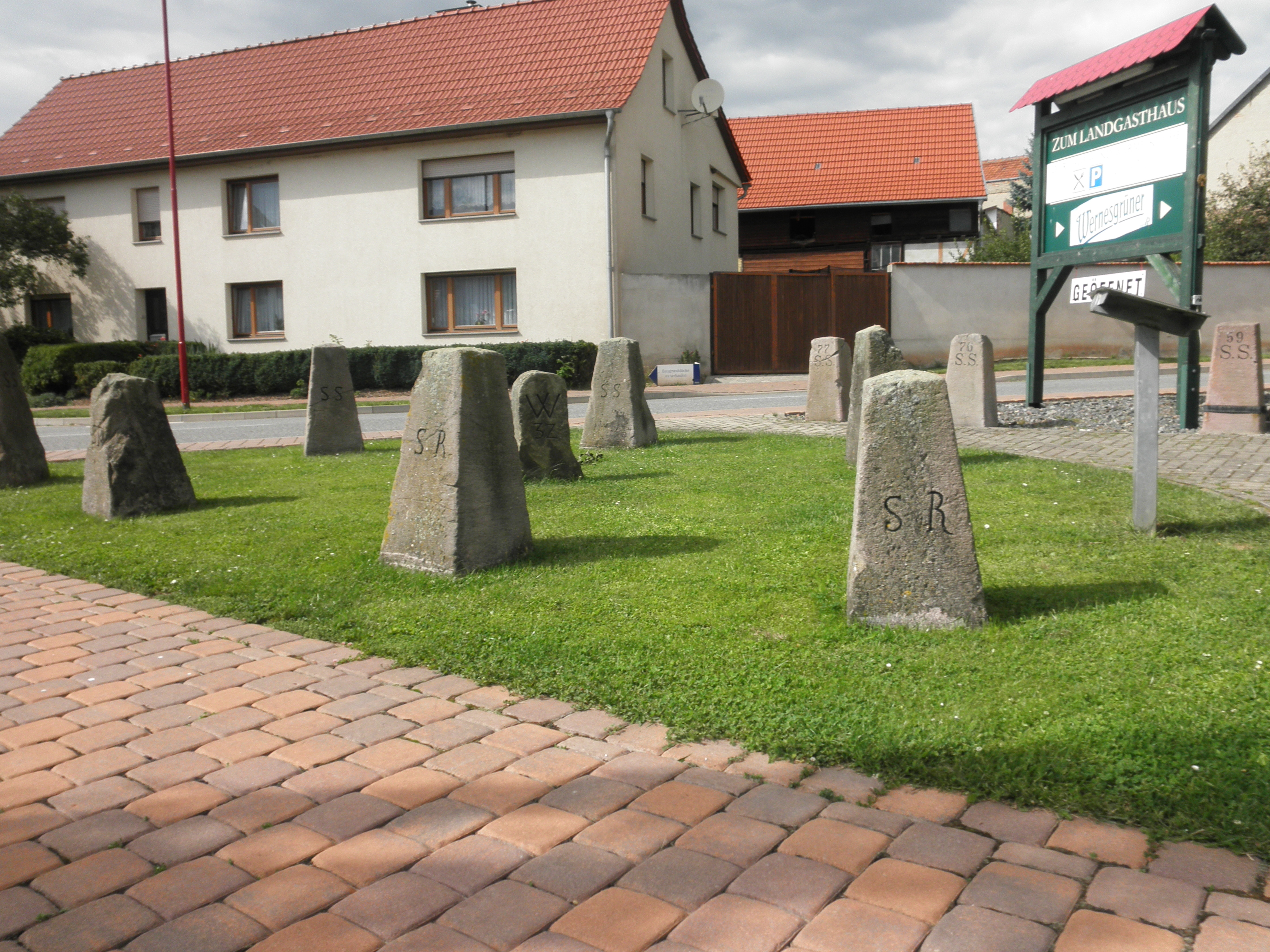
Historische Grenzsteine aus der Region (2014)

- Die evangelische Pfarrkirche St. Spiritus ist eine barocke Saalkirche mit einem Südturm. Die unteren Turmgeschosse stammen vom Vorgängerbau, die Kirche wurde 1721 neu errichtet. Die letzte Sanierung der Kirche erfolgte 1999.[7]
- die nach der Wende errichtete Gedenkstätte an die Weltkriegsopfer auf dem Friedhof
- das Pfarrhaus
- das leerstehende Gutshaus
- eine Sammlung historischer Grenzsteine aus dem 19. Jahrhundert vor dem Landgasthaus
- der Stausee Kelbra ist ein Rückhaltebecken, er reicht bis in die Flur Badra
- Das Bodendenkmal Numburg auf dem Schlossberg (251 m NN) befindet sich am Südrand des Rückhaltebeckens Kelbra. Auf dem Gipshügel stand eine frühmittelalterliche Burg. Gegen Süden war sie von einem geradlinigen Wall geschützt. Die Anlage reichte bis zum Hangabfall nach dem Helmetal (jetzt Stausee). Die Befestigungsanlage barg im Spätmittelalter noch eine Kirche von der noch einige Mauerreste erhalten blieben.[8]

### Naturdenkmäler

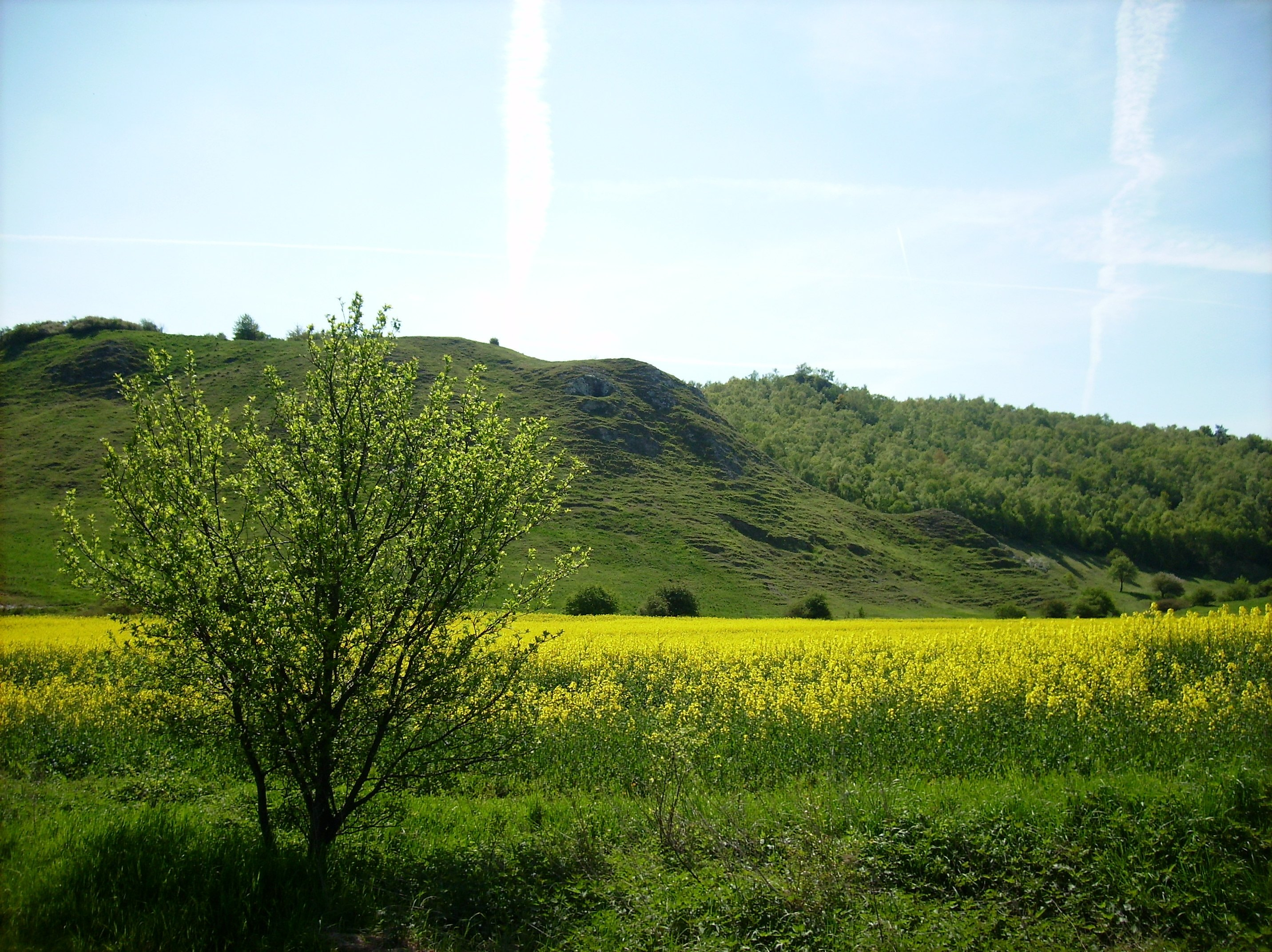
Badraer Schweiz

- Der „Blaue Stein“ ist ein auffälliger eiszeitlicher Findling, der nach Meinung von Geologen aus Schweden stammt.
- Nördlich von Badra befindet sich das Naturschutzgebiet Badraer Schweiz, ein Teil des Geoparks Kyffhäuser. Zu den Besonderheiten dieses Karsts des Zechsteins gehört das am Nordrand aktive Erdfallgebiet.

## Wirtschaft und Infrastruktur
Früheste Informationen zur Wirtschaft in Badra stammen aus Urkunden des Klosters Walkenried, die Weinanbau in und um Badra bezeugen.
Im 18. Jahrhundert ist der Anbau von Klee, Kartoffeln und Tabak nachgewiesen, von 1798 bis 1810 die Kultur von Hopfen. 1953 entsteht im Ortsteil Numburg die erste LPG gegründet, die nur bis zum Jahresende Bestand hatte. 1958 erfolgte dort die Neugründung. 1959 wurden in Badra zwei LPGs, darunter LPG "Badraer Schweiz", gegründet. 1960 wird der Ort vollgenossenschaftlich. 1966 und 1967 wurden Kuhställe für 300 Tiere errichtet. 1973 wird die Kooperative Abteilung Pflanzenproduktion Badra-Bendeleben gegründet, 1975 erfolgte der Zusammenschluss der Abteilung Tierproduktion beider Orte.
Nach der Wende ging die Landwirtschaftliche Produktion wie vielerorts nahezu vollständig zurück, ab 1994 gab es keine Milchproduktion mehr, 1995 erfolgte die Privatisierung der Landwirtschaft in der Kyffhäuser Landgut GmbH & Co. KG.
Bereits in der DDR-Zeit war der Stausee Kelbra ein beliebtes Ausflugsziel, er dient auch als Wasserreservoir.

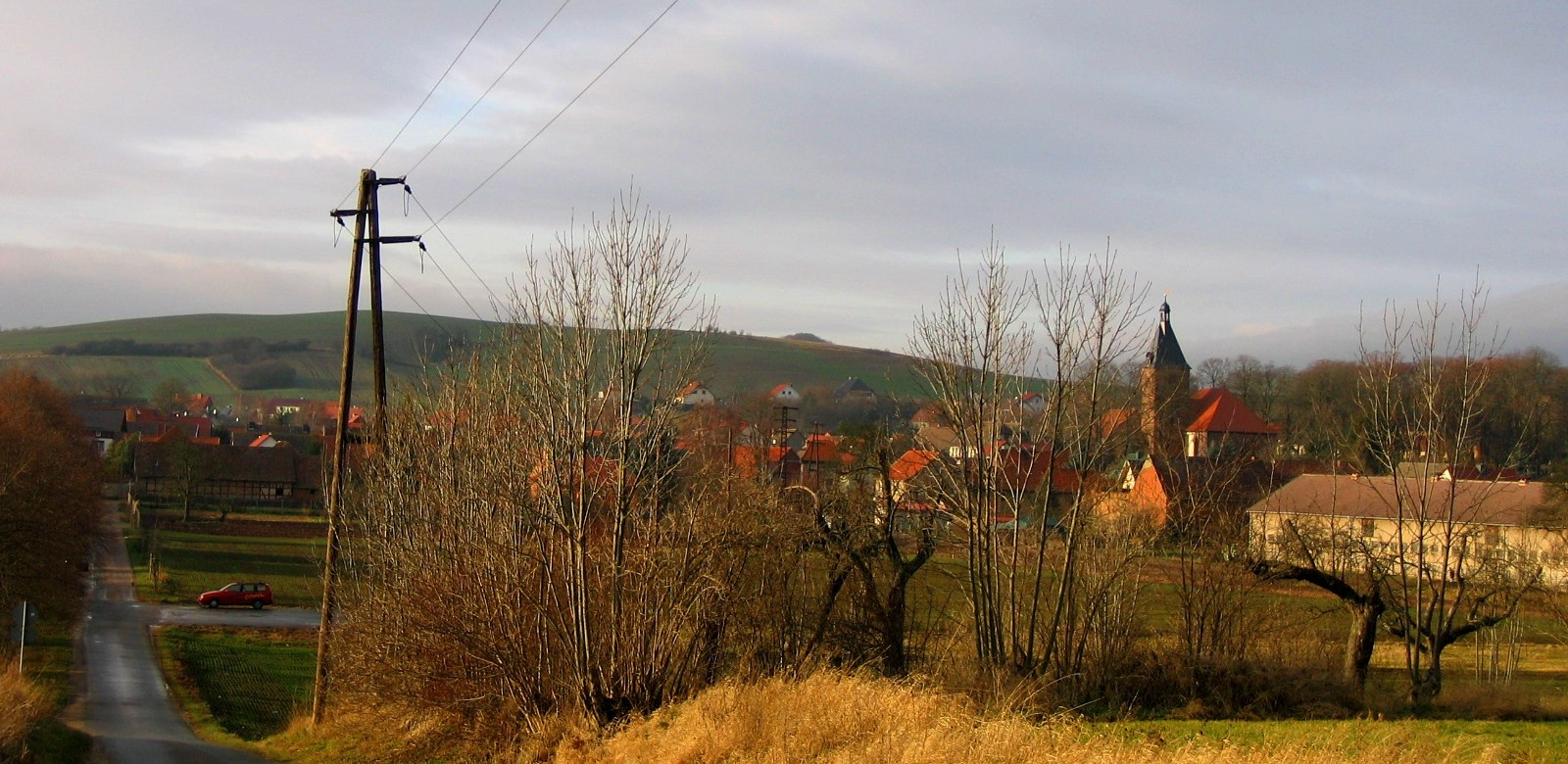
Blick auf Badra von Osten, von Steinthaleben kommend

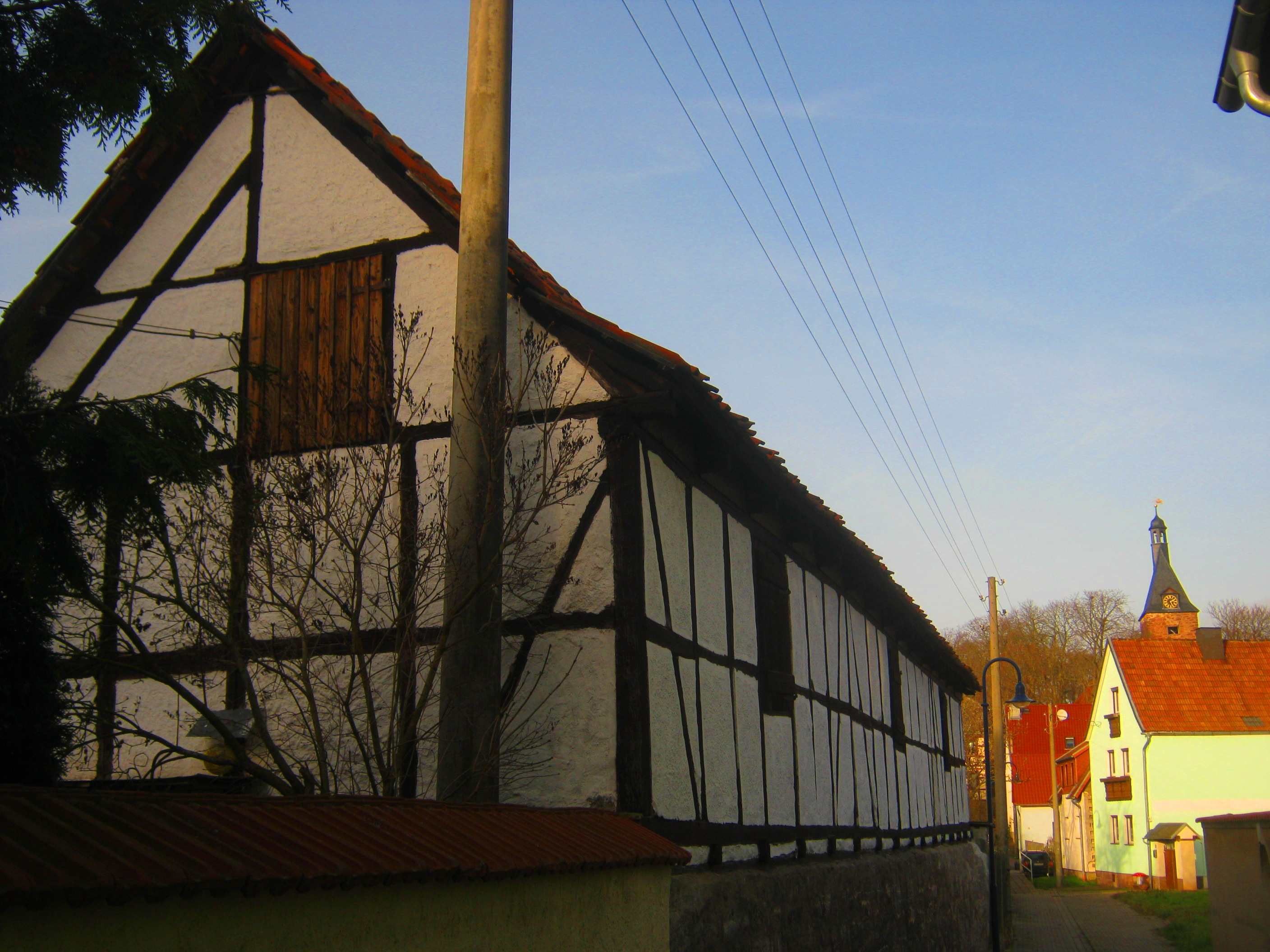
Auf der Kirchgasse zu Badra

## Verkehr

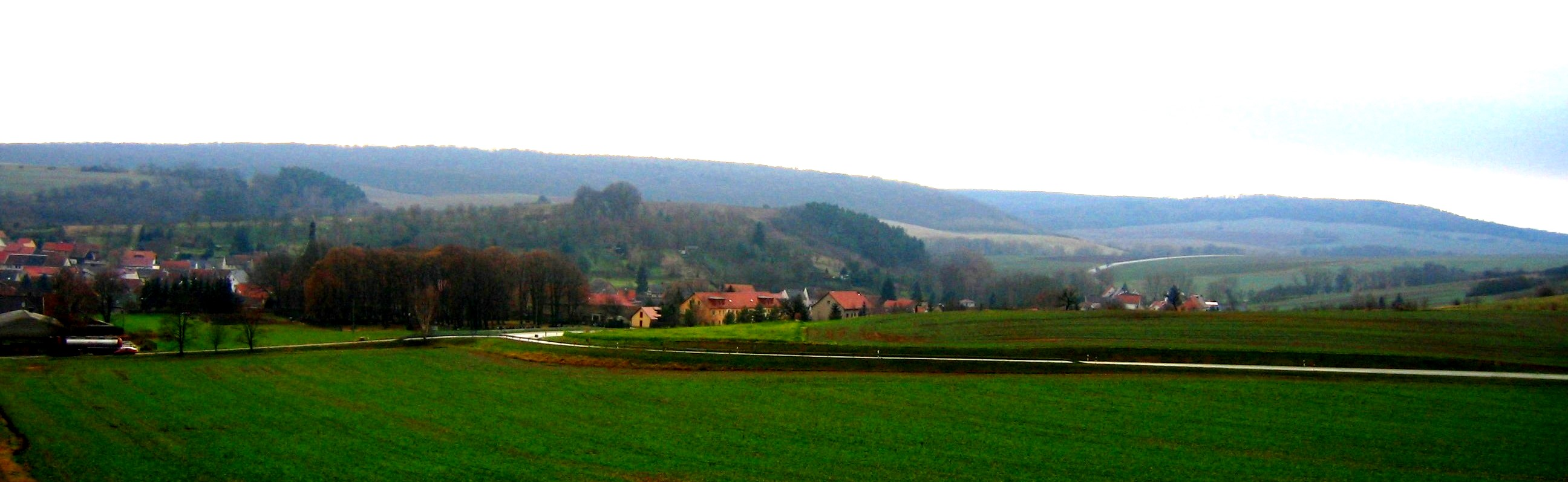
Blick auf Badra von Norden mit den Höhen der Windleite südlich Badras im Hintergrund

Durch Badra führt die Landesstraße von Sondershausen nach Kelbra.

## Partnerschaft
Es besteht eine Partnerschaft mit Elbingerode am Harz.

## Andere Ortschaften mit dem Namen Badra
Der Name „Badra“ ist weltweit verbreitet, sowohl als Nachname, vor allem in Ägypten, Indien und Indonesien, als auch für Ortschaften. Hier einige Ortschaften mit dem Namen „Badra“:
- „Badra“ in Indien, im Osten des Bundesstaats Madhya Pradesh, im District Shahdol[11]

- „Badra“ in Pakistan in der Provinz Baluchistan nördlich der Stadt Sibi im oberen Einzugsgebiet des Nari Rivers[12]

- „Cidade Miguel Badra“ ein Standtviertel im Osten der Metropolregion von Sao Paulo, Brasilien[13]

Partnerschaftliche Verbindungen zu diesen Ortschaften sind nicht bekannt.

## Persönlichkeiten
- Edmund Picard (1876–1949), Geologe und Paläontologe